# جامعة الدلنج
جامعة الدلنج إحدى الجامعات السودانية التي مقرها مدينة الدلنج بولاية جنوب كردفان.

## تاريخ التأسيس
انشئت في العام 1994م بصدور القرار الجمهوري رقم 67 والخاص بقيام الجامعات الولائية ضمن سياسة ثورة التعليم العالي الرامية إلى اتاحة فرص الدراسة الجامعية لاكبر عدد من أبناء السودان بمختلف فئاتهم وتباين اعمارهم بعد أن كان القبول محدوداً وممركز بالجامعات في الخرطوم.

## مقر الجامعة
مدينة الدلنج التي تقع في محلية الدلنج (خطي طول 2 و56 – خط عرض 37و113 – ارتفاع 688 متر فوق سطح الأرض)إحدى محليات ولاية جنوب كردفان..حيث تبعد مدينة الدلنج عن مدينة الأبيض حاضرة شمال كردفان بنحو 160 كيلو متر جنوباً وعن مدينة كادقلي حاضرة ولاية جنوب كردفان بنحو 130 كيلو متر شمالاً.

## تضم الجامعة عدد من الكليات وهي
- كلية الطب
- كلية العلوم الزراعية
- كلية علوم الحاسوب وتقنية المعلومات
- كلية الاقتصاد والعلوم الإدارية
- كلية العلوم
- كلية التربية
- كلية معلمين
- كلية التربية البدنية وعلوم الرياضة
- كلية المجتمع
- كلية الدراسات العليا.
- كلية تنمية المجتمع[2]

## اهداف واغراض الجامعة
- الجامعة تحمل أهداف وفلسفة التعليم الجامعي المرتبطة ارتباطاً وثيقاً بالاحتياجات الفعلية للدولة والمجتمع وتتمثل أهداف الجامعة في الاغراض التالية الواردة في النظام الأساسي للجامعة.
- كما تعمل الجامعة في اطار السياسة العامة للدولة والبرامج التي يضعها المجلس القومي على تحصيل العلم وتدريسه وتطوير مناهجه ونشره وذلك بغرض خدمة البلاد وتنمية مواردها ونهضتها فكرياً وعلمياً واقتصادياً واجتماعياً وثقافياً ومع عدم الاخلال بعموم ما تقدم تعمل الجامعة على تحقيق الاغراض والاهداف التالية:

1. تحقيق هوية الأمة وتاصيلها من خلال المناهج التي تقدمها الجامعة وتطبيقها.
2. إجراء البحوث العلمية والتطبيقية المرتبطة بحاجات المجتمع المختلفة والمتجددة في سبيل خدمته والارتقاء به.
3. الاهتمام بالبيئة السودانية عامة وبيئة ولاية جنوب كردفان خاصة، وتاهيل الكادر القادر على ترقيتها وحل قضايا الولاية المتعلقة بالبيئة.
4. التفاعل مع المواطن في الريف لتفهم مشاكله والاعتراف بمعرفته وخبرته، والعمل معه على تطويرها وفق حاجته وقيمه.
5. الاهتمام بقضايا التنمية البشرية، والفكر والقيم الدينية.
6. الاهتمام بعلوم الزراعة والطب والحيوان في اطار الاهتمام بتنمية السودان عامة.
7. ابتكار التنمية وتوظيفها لخدمة المجتمع السوداني بالتعاون مع الجامعات ومؤسسات التعليم العالي والبحث العلمي الأخرى بالبلاد.
8. اعداد الطلاب ومنحهم اجازاتهم العلمية.
```
جامعة الدلنج عضواً في اتحاد الجامعات السودانية والعربية والأفريقية، ولها شراكات ذكية ومذكرات تفاهم وتؤامه مع عدد من الجامعات السودانية والأفريقية والعربية.
```

## وللجامعة عدد من المراكز
- مركز دراسات السلام والتنمية
- مركز تنمية الموارد البشرية
- مركز أبحاث الاصماغ الطبيعية
- مركز تطوير الإنتاج البستاني
- مركز أبحاث الإبل

وايضاً لها عدد من المدارس لتدريب المعلمين (مدرستان لمرحلة الأساس – مدرستان للثانوي).

## الشؤن العلمية بجامعة الدلنج
أنشأت أمانة الشئون العلمية بنشات الجامعة عام 1994م بعد القرار الجمهوري رقم (67) الخاص بقيام الجامعات الولائية

## الاهداف من الشؤن العلمية
- تقديم المساعدة الأكاديمية العلمية لأعضاء هيئة التدريس ومساعدي التدريس
- عداد الطلاب ومنحهم إجازتهم العلمية
- قبول الطلاب لكليات الجامعة المختلفة
- ربط الجامعة بالوزارات والجامعات المختلفة داخل وخارج البلاد[بحاجة لمصدر]

## عمادة شؤن الطلاب
عمادة شؤون الطلاب بجامعة الدلنج، هي حلقة الوصل بين الطالب وكليته، والطالب ومجتمعات الجامعة، والمحلية والولاية، وبين الطالب وزميله، وتمتد حلقة الوصل حتى أسرة الطالب من خلال ملفه الجامعي. وهي تسعى دائمآ في توجيهه التوجيه السليم نحو مكارم الأخلاق التي نادى بها ديننا الحنيف – إلى أنها تتعاون وبصورة مثلى مع الصندوق القومي لرعاية الطلاب، وتعمل متضامنة معه من أجل استقراره وراحته
- الرُؤية المستقبلية

مواكبةً للتطور الذي تشهده الجامعة – اكاديميآ وإداريآ – تسعى العمادة في رسم خطة تلبى احتياجات الطالب في كل الأنشطة، الاجتماعية، الثقافية، الرياضية، الفنية، مع العمل على تحقيق الآتي:
1. جلب أجهزة الصوت والآلات الموسيقية تخدم الجوانب الثقافية والفنية والإعلامية والاجتماعية، مع تعيين أستاذ للموسيقى
2. تشييد مسرح بالمواصفات العالمية، ليواكب حركة العمل المسرحي، ويمكَن من تقديم الأعمال المسرحية المتقدمة، واستضافة الفرق المسرحية والفنية القومية والولائية والمحلية. إلى جانب أعمال الطلاب
3. توسعة النشاط الطالبي، بحيث يتسع لأكبر عدد من الطلاب والمشاركين، وتزويده بالمعينات ووسائل الترقية والتسلية
4. تهيئة الملاعب المختلفة وتوفير أساسياتها
5. توفير بص للرحلات والزيارات العلمية والبعثات الفنية والمسرحية إلى جانب الخدمات الاجتماعية اتراحآ وافراحآ
6. تشييد كافتيريا مدعومة – تقدم خدماتها للطلاب بسعر التكلفة تخفيفآ لأعباء المعيشة. قيام مجمع تجاري استهلاكي، يوفر خدمات الكمبيوتر والانترنت والاتصال، إلى جانب السلع الاستهلاكية
7. زيادة حجم الدعم الاجتماعي من صورته الحالية إلى صورة أكبر وأوسع يستوعب قدرآ معتبرآ من الطلاب بالتعاون مع الصندوق القومي لرعاية الطلاب
8. أن يساهم الطالب في تحقيق السلام الاجتماعي من خلال أنشطتهم المختلفة ومشاركة المجتمع معهم

## من أهم أقسام العمادة
1. القسم الثقافي
2. القسم الرياضي
3. القسم لاجتماعي
4. قسم الإحصاء والمعلومات
5. قسم البطاقات
6. الوحدة الجهادية

## عمادة المكتبات
- خدمة البرامج البحثية والاكاديمية تعزيز دور الجامعة كمؤسسة ذات إنجازات بحثية مميزة على المستوى المحلي والعالمي، بتشجع الباحثين على تقديم أبحاث والقيام بدراسات لا تخدم المجتمع المحلي فحسب بل وتساهم في تقديم بحث علمي مميز وذلك نتيجة توفير المعلومة الصحيحة والمواد القرائية المناسبة ويتمثل ذلك بالتخطيط السليم للمكتبة وبناء مقتنياتها ومجموعاتها القرائية وفق معايير الجودة الشاملة.
- تسعى مكتبات الجامعة إلى التميز دائما وإلى تطوير أطر العمل والمهام ومواكبة التغيرات والمتطلبات المتوقعة مستقبلا وذلك بتوفير الكوادر البشرية المؤهلة لتقديم الخدمات المتميزة وبناء المجموعات القرائية والمعرفية والمقتنيات التي تلتقي والأهداف التي رسمت لها وتعزيز قدرة مكتبات الجامعة على المنافسة مع مثيلاتها من مكتبات جامعية بحثية محلية ودولية، والعمل علي تقديم ما هو جديد دائما سواء بتحديث مقتنياتها القرائية والمعرفية وإدخال الخدمات الإلكترونية الحديثة والمساهمة الفاعلة في دعم البحث العلمي والمنهاج لتلبية حاجات المستفيدين[4]

## من أهم اهداف عمادة المكتبات
1. المساهمة في تنفيذ برامج الجامعة الاكاديمية والبحثية وذلك بتوفير المجموعات القرائية، والمصادر الإلكترونية والخدمات المتنوعة، والعاملين المهنيين وبيئة البحث المناسبة التي تقود للرقي والإبداع العلمي.
2. رفع كفاءة الأداء المؤسسي في مكتبات الجامعة وتطوير البنية التحتية والبيئة التقنية لدعم التحول للمعاملات الإلكترونية بالجامعة بما يمكنها من تحقيق رسالتها واهدافها
3. إظهار الجامعة كمؤسسة ريادية وطنية للبحث العلمي والتميز،
4. تحسين نوعية الخدمات التي تقدمها بما يساعد المكتبة على تحقيق رسالتها.
5. تطوير برنامج تشغيل المكتبة الإلكتروني والرقمنة والأجهزة والتعرف على المتغيرات التقنية وتطبيقها.
6. تدريب وتعليم مستخدمي المكتبة على استخدام المواد القرائية الإلكترونية منها أو التقليدية وكيفية الوصول إليها.
7. معالجة القدرة الاستيعابية للزيادة السنوية لنمو المجموعات القرائية وتوفير الحيز والمساحات اللازمة لاستيعاب هذه الزيادة.
8. تقوية الصلات مع المنظمات الوطنية والإقليمية والعالمية التي تعني بالمكتبات والمعلومات لتبادل المعرفة.

## مجلة الجامعة
- مجلة البحث العلمي للعلوم والآداب مجلة محكمة فصلية تعمل على تطبيق البحث العلمي وإثراء الساحة المعرفية وتطويرها وتقوم المجلة بنشر أوراق علمية في مجالات العلوم الإنسانية والاجتماعية والطبيعية والتطبيقية.
- نشأة مجلة البحث العلمي للعلوم والآداب بجامعة الدلنج في كلية الدراسات العليا في العام 2004م.
- ترسل الأوراق العلمية من صورتين مع ذكر اسم الكاتب وأعماله السابقة وموقعه، وتعرض لمحكمين من ذوي الاختصاص للتوصية بنشرها وصلاحيتها ولا تلتزم المجلة بإعادة المقالات التي لا تنشر.
- أن لا تقل الأوراق العلمية عن أربعة آلاف كلمة ولا تزيد عن ستة آلاف كلمة والمقالات والملخصات لا تقل عن ألف وخمسمائة ولا تزيد عن ثلاثة آلاف كلمة.
- أن يلتزم الكاتب بعدم نشر مقاله في أي مجلة أخرى إلا بعد الرد من مجلة البحث العلمي بعدم النشر.
- اللغة الرسمية هي اللغة العربية، وتنشر المجلة مقالات بالإنجليزية والفرنسية.
- الأفكار والمعلومات الواردة في البحوث تعبر عن آراء كاتبيها وليست بالضرورة تتبناها جامعة الدلنج أو كلية الدراسات العليا.
- تقبل المجلة بحوثاً من كافة الباحثين من داخل وخارج السودان.
- ترسل البحوث باسم السيد رئيس هيئة التحرير.
- الاشتراكات السنوية للهيئات والمؤسسات داخل السودان 60 جنيهاً، والأفراد 40 جنيهاً وخارج السودان 25 دولاراً للمؤسسات والهيئات و20 دولاراً للأفراد وترسل الاشتراكات باسم السيد مدير جامعة الدلنج.